# Monaster Wydubicki w Kijowie
Monaster św. Michała Archanioła, popularnie określany jako Monaster Wydubicki (ukr. Видубицький Михайлівський монастир) – męski monaster w Kijowie założony przez księcia ruskiego Wsiewołoda Jarosławicza między 1070 a 1077.

## Historia
Monaster, podobnie jak dzielnica, w której jest położony, nosi nazwę związaną ze starą słowiańską legendą. Według niej po przyjęciu chrztu przez Włodzimierza Wielkiego i przez miasto Kijów wielu jego mieszkańców nie mogło pogodzić się ze zniszczeniem pomników pogańskich bóstw. Niezadowoleni gromadzili się nad brzegiem rzeki, do której je wrzucono, wołając „Perunie, wypłyń!” (ukr. Перуне выдуби!). Podobno jeden z posągów naprawdę pojawił się na powierzchni w pobliżu miejsca, gdzie dzisiaj znajduje się monaster. W średniowieczu Monaster Wydubicki, hojnie wspierany m.in. przez księcia Włodzimierza Monomacha, był ważnym ośrodkiem kulturalnym i artystycznym. Żyli w nim kronikarze Sylwester i Mojżesz z Kijowa, współautorzy Powieści minionych lat. Dodatkowe dochody mnisi czerpali z tytułu obsługi przeprawy promowej przez Dniepr i posiadania majątku Zwierzyniec. Czasy świetności zakończył napad mongolski w 1240, kiedy monaster został doszczętnie ograbiony.
Monaster zaczął ponownie dobrze prosperować po nabyciu nowych majątków ziemskich w 1504, a następnie po nadaniach ziemskich udzielonych przez Zygmunta Starego. Po zawarciu w 1596 unii brzeskiej monaster został przekazany Kościołowi greckokatolickiemu i stanowił siedzibę pierwszych trzech jego metropolitów – Michała Rahozy, Hipacego Pocieja i Józefa Rutskiego. Grekokatolicy porzucili monaster w 1623, po utopieniu przez kozaków ihumena klasztornego Antoniego Hrehowycza. W 1635 obiekt na nowo przejęli prawosławni. Monaster znajdował się pod szczególną opieką hetmanów kozackich i miejscowych arystokratów. W 1695 Iwan Mazepa specjalnym rozkazem przyznał mnichom ochronę wojskową, zaś hetman Danyło Apostoł współfinansował jego rozbudowę i budowę dzwonnicy. Wreszcie w XVIII w. Cyryl Razumowski nadał monasterowi dodatkowe posiadłości ziemskie. 
W końcu XIX w. mnich z monasteru, Jonasz, założył na Górze Zwierzynieckiej filialny skit Monasteru Wydubickiego, który następnie stał się samodzielnym monasterem Trójcy Świętej.
W czasach radzieckich monaster został zaadaptowany na kompleks hoteli robotniczych, a zachowane wyposażenie rozkradzione lub zniszczone przez oddział Towarzystwa Wojujących Bezbożników. Po II wojnie światowej w obiektach poklasztornych umieszczono Instytut Archeologii. Od 1992 właścicielem kompleksu był Ukraiński Kościół Prawosławny Patriarchatu Kijowskiego (od 2018 jest Kościół Prawosławny Ukrainy), zaś władze niepodległej Ukrainy opłaciły generalny remont.

## Architektura

### Sobór św. Michała Archanioła
Jest to najstarsza świątynia znajdująca się w kompleksie klasztornym. Początki jej budowy sięgają roku 1070; budowlę konsekrował metropolita Jan. Wnętrze zostało zgodnie z ruską tradycją wypełnione mozaiką i freskami. W 1199 na skutek podmycia ścian cerkwi przez podnoszące się wody Dniepru konieczny był remont obiektu, dokonany przez Piotra Myłonieha. Sobór w stanie nienaruszonym przetrwał najazd Mongołów, jednak ponownie z przyczyn naturalnych zawalił się w XVI wieku. Po 1639 r. z inicjatywy metropolity Piotra Mohyły cerkiew została odbudowana i przebudowana w stylu barokowym. Remontu budowli w XVIII wieku dokonał Mychajło Jurasow, pokrywając oryginalną dekorację wnętrza tynkiem i wzmacniając pojedynczą kopułę cerkwi. Obecnie we wnętrzach można zaobserwować jedynie fragmenty XII-wiecznych malowideł ściennych, obok których znajdują się współcześnie wykonane mozaiki, w tym wizerunek patrona świątyni. Ikonostas jest współczesną rekonstrukcją na podstawie zachowanych archiwaliów.

### Sobór św. Jerzego
Barokowa cerkiew wzniesiona w II połowie XVIII wieku, obecnie główna świątynia kompleksu. Świątynia jest halowa, nakryta pięcioma kopułami. Obiekt został konsekrowany w 1701 w obecności fundatora – pułkownika starodubickiego Mychajły Myklaszewskiego. Jego barokowy wystrój wnętrz został poważnie uszkodzony w XX wieku – zabytkowy ikonostas zniszczył miejscowy Komsomoł, natomiast malowidła ścienne padły ofiarą pożaru z 1967.

### Cerkiew-refektarz Zbawiciela
Jest to budynek rozmieszczony pomiędzy dwoma poprzednimi, składający się z jadalni dla mnichów oraz sali nabożeństw. Pochodzi z tego samego okresu co sobór św. Jerzego. Zachowała się w niej bogata dekoracja ścian freskami z lat 1784–1786.
W skład kompleksu wchodzą ponadto dom ihumena, cmentarz przyklasztorny i dzwonnica.